# Широкий Рог
Широкий Рог (бел. Шырокі Рог) — посёлок в Заболотском сельсовете Рогачёвского района Гомельской области Беларуси.

## География

### Расположение
В 14 км на юго-запад от районного центра и железнодорожной станции Рогачёв (на линии Могилёв — Жлобин), 135 км от Гомеля.

## Транспортная сеть
Транспортные связи по просёлочной, затем автомобильной дороге Бобруйск — Гомель. Планировка состоит из короткой прямолинейной улицы, близкой к меридиональной ориентации и застроенной деревянными усадьбами.

## История
Основан в начале XX века. как селение в Рогачёвском уезде Могилёвской губернии. В 1931 году жители вступили в колхоз. Во время Великой Отечественной войны 7 жителей погибли на фронте. Согласно переписи 1959 года в составе колхоза имени М. И. Калинина (центр — деревня Заболотье).

## Население

### Численность
- 2004 год — 10 хозяйств, 11 жителей.

### Динамика
- 1925 год — 12 дворов.
- 1959 год — 59 жителей (согласно переписи).
- 2004 год — 10 хозяйств, 11 жителей.